# Eurysternus arnaudi
Eurysternus arnaudi är en skalbaggsart som beskrevs av François Génier 2009. Eurysternus arnaudi ingår i släktet Eurysternus och familjen bladhorningar. Inga underarter finns listade i Catalogue of Life.